# Munich Re
Munich Re (Münchener Rückversicherungs-Gesellschaft) con sede a Monaco di Baviera è una compagnia di riassicurazione. Del gruppo fa parte anche la controllata ERGO, che esercita l'assicurazione diretta.
Le azioni della società (WKN 843002) sono quotate su tutte le borse tedesche e su Xetra, mercato telematico della Borsa di Francoforte. L'azienda fa parte del DAX della Borsa di Francoforte e del Dow Jones EURO STOXX 50.

## Storia
Nel 1880 Carl von Thieme, originario di Erfurt e il cui padre era direttore della Thuringia Versicherungs-AG, fondò la Münchener Rückversicherungs-Gesellschaft con l'appoggio di Wilhelm von Finck (socio della banca Merck Finck & Co) e di Theodor von Cramer-Klett. Nel 1890 venne poi fondata la Allianz-Versicherungs-Aktiengesellschaft, con cui Munich Re mantiene rapporti di collaborazione e con la quale esiste una partecipazione incrociata fin dalla sua costituzione, seppure oggi in misura ridotta. Carl von Thieme restò alla guida della compagnia fino al 1921 e fino al 1924 Wilhelm von Finck ne fu presidente del consiglio di sorveglianza. Munich Re divenne famosa in occasione del terremoto di San Francisco del 1906; fu infatti l'unica compagnia che riuscì a rimanere solvibile dopo aver liquidato tutti i danni.

## Attività
Oltre alla riassicurazione, Munich Re esercita anche l'assicurazione diretta attraverso il gruppo ERGO nonché l'asset management dal 1999 per mezzo di MEAG (MUNICH ERGO AssetManagement GmbH). Nell'esercizio 2010 i premi lordi contabilizzati di gruppo hanno raggiunto 45,5 miliardi di €.
Il patrimonio netto della società ammonta a 23,0 miliardi di €, i premi consolidati (premi lordi contabilizzati) hanno raggiunto i 45,5 miliardi di € con un risultato consolidato positivo di 2,430 miliardi di € (dati del bilancio 2010).

### Assicurazione diretta
La controllata nel settore assicurazione diretta, ERGO, opera in 30 Paesi nel mondo e conta ca. 40 milioni di clienti. Del gruppo ERGO fanno parte tra l'altro le controllate assicurative D.A.S., DKV, Europäische Reiseversicherung AG e la società di servizi informatici ITERGO.
Con un volume premi lordi contabilizzati pari a 17,5 miliardi di € nel 2010, ERGO si colloca al secondo posto nel ranking delle compagnie assicuratrici in Germania, alle spalle di Allianz AG.
Dal 2003 al 2017, ERGO è stata presente anche in Italia (ex Bayerische).
Fondata nel 1999, MEAG - MUNICH ERGO AssetManagement GmbH si occupa di amministrare e sviluppare gli investimenti di Munich Re e di ERGO, nonché di terzi. Gestisce parallelamente oltre 50 fondi di investimento per conto di assicurati e investitori sia privati che istituzionali. Il patrimonio totale gestito da MEAG ammonta a ca. 191 miliardi di € (al 30 settembre 2009).

## Partecipazioni (al 02/2010)
- Berkshire Hathaway Inc. (10,2%)
- Allianz SE, Monaco di Baviera (6,2%)

Le azioni sono al 90% in mano ad un azionariato diffuso, con ca. 140.000 azionisti (febbraio 2011).
L'azionariato si compone come segue:
- investitori istituzionali (70,4%)
- investitori privati (10,6%)
- società d'investimento (7,3%)
- compagnie assicuratrici (1,2%)
- banche (0,3%)

Gli azionisti si trovano principalmente in Nordamerica (30,6%) Germania (28,9%), nel resto d'Europa (27,2%), e in Gran Bretagna (12,7%).